# Deidenberg

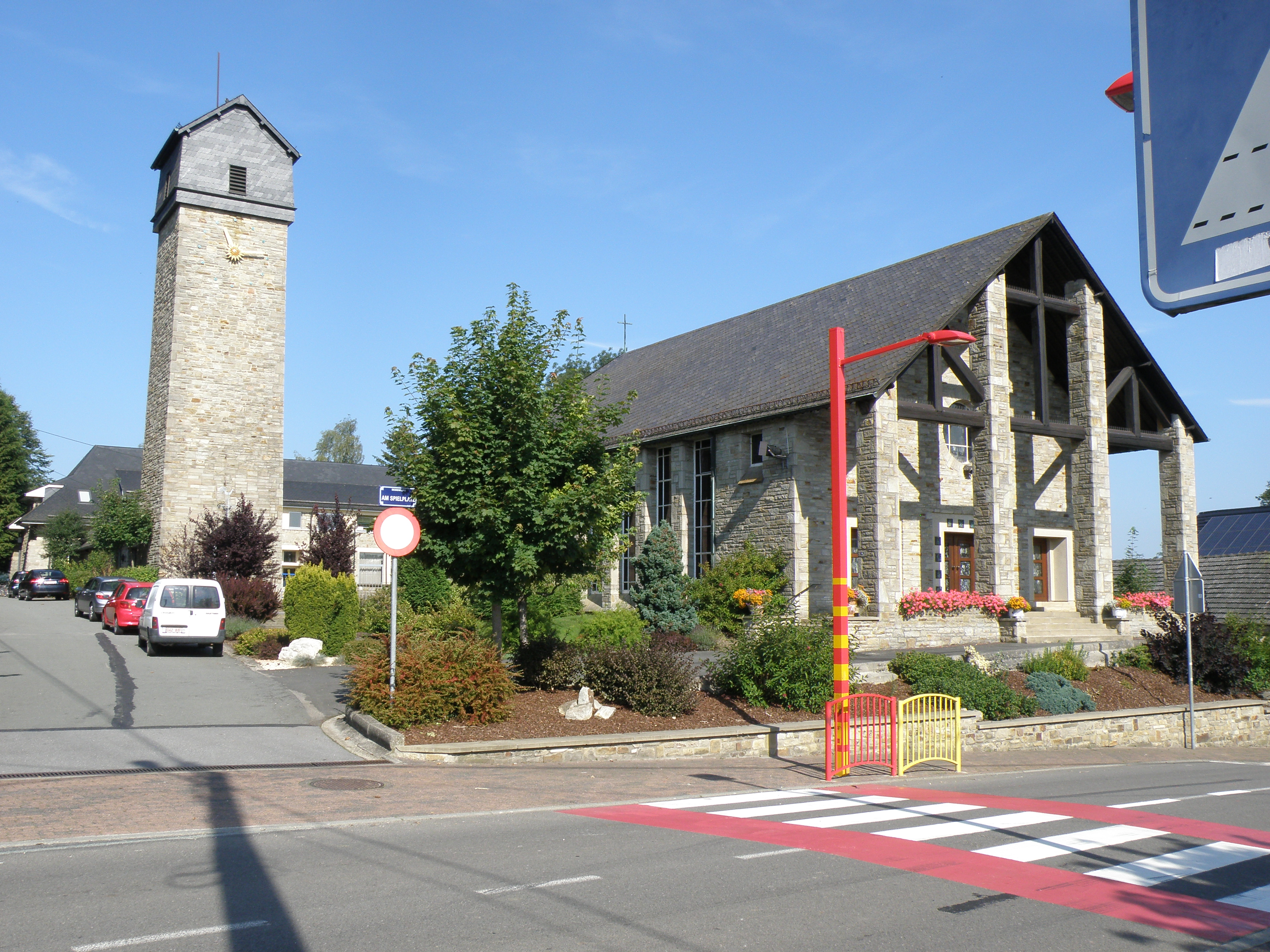
Kirche in Deidenberg

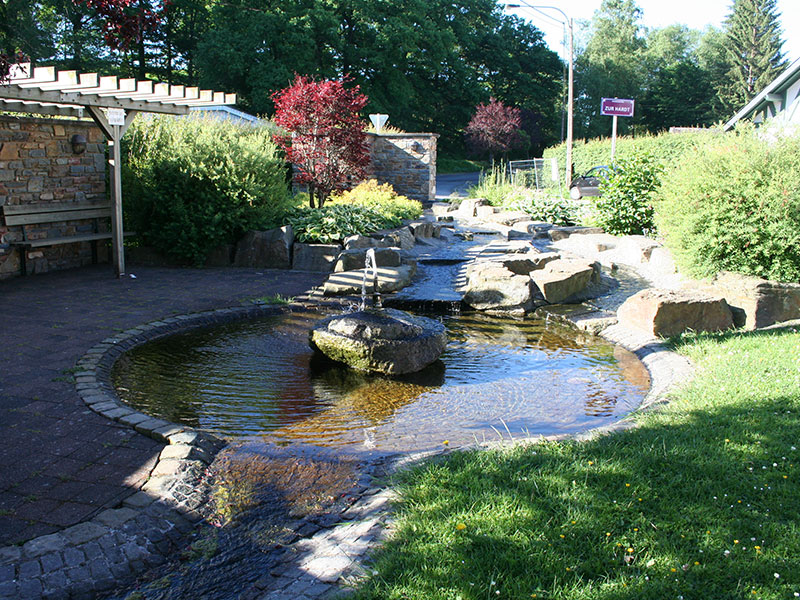
Brunnen Deidenberg

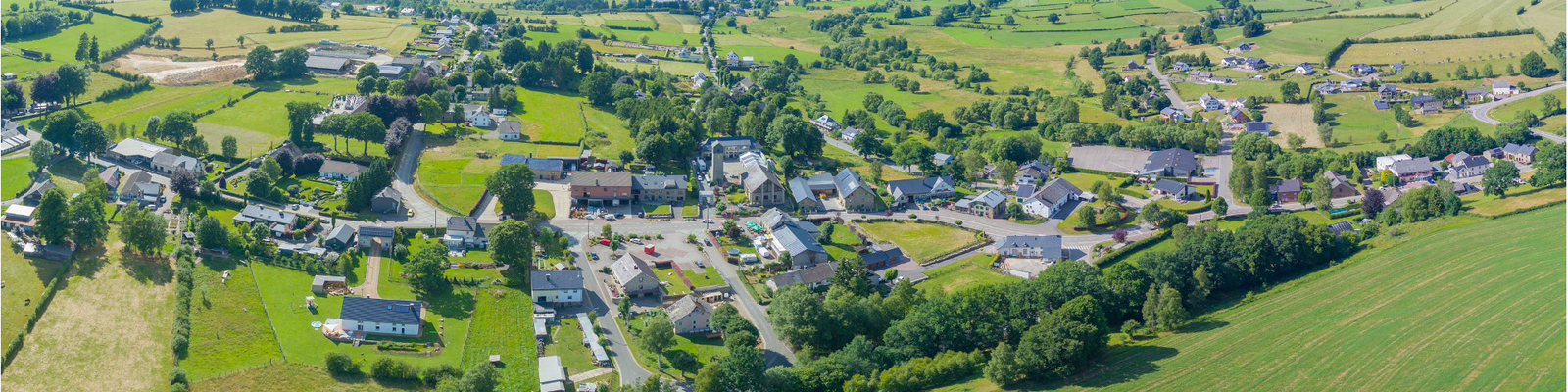
Luftaufnahme Deidenberg

Deidenberg ist ein Dorf in der Gemeinde Amel in der Deutschsprachigen Gemeinschaft Belgiens. Mit 523 Einwohnern (Januar 2016) ist Deidenberg das drittgrößte Dorf der Gemeinde (nach Amel und Born).
Deidenberg liegt zwei Kilometer westlich des Ameler Kernorts, unmittelbar südlich des Flusses Amel.

## Geschichte
An den sanft steigenden Hügeln des Ameltals liegt die Ortschaft Deidenberg, die durch ihren ländlichen Charakter und die umgebenden Wälder das typische Landschaftsbild des Hochplateaus der Ardennen widerspiegelt.
Auch wenn die  Ortschaft wahrscheinlich in der Zeit der Völkerwanderung im frühen Mittelalter (die Endung „-berg“ deutet auf eine Gründung zwischen 600 und 800 nach Christus hin) entstanden sein dürfte, weisen einige Bodendenkmäler und Flurnamen auf eine frühere Besiedlung hin.
So dürfte beispielsweise der Flurname „Tömmel“ (vom lateinischen „tumulus“) Zeugnis einer Besiedlung aus römischer Zeit sein. Auf der Tranchotkarte aus der Franzosenzeit um 1800 heißt diese Erhebung  „Thümmelsberg“, das preußische Kataster von 1827 nennt die Bezeichnungen „Am Tömmel“ und „Aufm Tömmel“. Diese Namensgebungen lassen auf das frühere Vorhandensein eines Grabhügels schließen und stellen ebenfalls eine Hinterlassenschaft aus der Römerzeit dar.
Bei diesen Bodendenkmälern handelt es sich zum einen um die „Hülsburg“ im Schwarzenvenn am Fuße des Wolfsbuschs, zwischen den Dörfern Born, Deidenberg und Montenau gelegen. Der „Wolfsbusch“, früher auch „Wolfsberg“ genannt, erstreckt sich im Westen von Deidenberg. In der Zeit Maria Theresias wurde dieser unter die angrenzenden Dörfer Montenau, Deidenberg, Born, Iveldingen, Schoppen und Eibertingen aufgeteilt. Die Hülsburg wird erstmals von Michel Bormann (1795–1860) im 2. Band seines Werkes „Beitrag zur Geschichte der Ardennen (1842)“ erwähnt. Er beschreibt sie als eine Kette von Gräben am Waldesrand, welche wohl der Verteidigung dienten. Leider sind heute nur noch wenige Überreste dieser Gräben zu sehen.
Zum anderen handelt es sich um die Römervilla, welche zwischen Deidenberg und Montenau lag.
In den 1860er Jahren fanden hier Ausgrabungen statt, die von Dr. Hecking geleitet wurden. Die  Reste der Villa im Kautenbusch hatten eine Länge von 70 m und eine Breite von 22–30 m. Bei weiteren Ausgrabungen im Jahre 1925 wurden Tonziegel der Heizungsanlage und Bruchstücke vom farbigen Wandputz gefunden. Auch wenn die Ausgrabungen nicht zu Ende geführt wurden, weisen die gefundenen Überreste auf einen großen Siedlungskomplex hin.
Erstmals erwähnt wurde Deidenberg im Jahre 1455 in einer Urkunde, in der Graf Johann Nassau „Diedenberh“ als Lehen an Johan von Herdorf gibt. Im Feuerstättenverzeichnis von 1501 wird Deidenberg mit 9 Feuerstellen angegeben. Im Notizbuch von Pastor Huart aus dem Jahre 1681 sind für Deidenberg 12 Hausstände verzeichnet, in einem weiteren Verzeichnis der Pfarre Amel aus dem Jahre  1767 sind 27 Häuser aufgezählt. Aus dieser Zeit stammt auch die Ferrariskarte. Sie wurde auf Initiative des österreichischen Generalleutnants von Ferraris in den Jahren 1771–1777 erstellt. Diese Karte zeigt die Österreichischen Niederlande, zu denen Deidenberg damals gehörte, und wurde von Maria Theresia in Auftrag gegeben.
Die alte Kapelle, die 1707 erbaut wurde und die sich gegenüber der „Alten Schule“ im Dorfzentrum befand, erwies sich mit der Zeit als zu klein und bereits im Jahre 1949 wurde der Bau einer neuen Kirche beschlossen. Es sollte allerdings bis zum 1. Adventssonntag des Jahres 1961 dauern, ehe Bischof Wilhelm-Maria van Zuylen die neue Kirche, die der Heiligen Familie gewidmet ist, einweihen konnte. Nach den Plänen des Architekten Georges Lambeau wurde sie innerhalb von 2 Jahren aus behauenen Arkosesteinen erbaut, die aus den benachbarten Steinbrüchen in Ondenval stammen. Im Innenraum befinden sich noch zwei Holzfiguren aus der alten Kapelle: der Hl. Germanus, Bischof von Auxerre, u. der Hl. Isidor mit dem Ochsen (2. Schutzpatron). Erwähnenswert ist sicherlich auch die eher untypische Bauweise eines separat stehenden Glockenturmes (Kampanile). Zur Erinnerung an die alte Kapelle wurde vor dem Turm ein Gestell mit einer 130 kg schweren Glocke angebracht, die 1864 in Saarbrücken gegossen u. dem Hl. Isidor geweiht wurde.
Durch Erlass des Gouverneurs Baltia vom 9. September 1924 wurde Deidenberg der Pfarre Amel angegliedert.
Die „Alte Schule“ wurde 1850 erbaut und 1921 vergrößert. Im Jahre 1952 hatte sie ausgedient, denn die neue Grundschule, die sich hinter der Kirche befindet, wurde fertiggestellt und ist bis heute im Dienst. Die Inneneinrichtung der „Alten Schule“ wurde in den Jahren 2017–2018 in Zusammenarbeit der Deutschsprachigen Gemeinschaft, der Gemeinde Amel und des Fördervereins grundlegend saniert. Sie wird rege von den Dorfvereinen und den Senioren genutzt und kann für Wochenendveranstaltungen, für Jugendlager und Seminare angemietet werden.

## Brauchtum
Der Umzug und die Kappensitzungen locken Narren von nah und fern nach Deidenberg und machten es zu einer der Hochburgen des Eifeler Karnevals. Hierfür verantwortlich zeichnen die „Degdeberjer Tünnesse“, die sich seit 2014 als „königlich“ bezeichnen dürfen (Gründungsjahr 1964). Darüber hinaus bereichert eine allgemein rege Vereinstätigkeit die dörfliche Freizeitgestaltung: Musikverein Montenau-Iveldingen-Deidenberg, Kirchenchor Born-Deidenberg, Frauensinggruppe („The Old School Singers“), Powerfrauen, Möhnen, Junggesellenverein, Elternvereinigung, Karten-, Dart- u. Kegelclub, Hallenfußball, Förderverein usw.

## Tourismus
Übernachtungsmöglichkeiten bieten die beiden Campings „Oos Heem“ und „Euro Mini Camping“ sowie für (Jugend-)Gruppen die Halle der KKG Deidenberg oder die „Alte Schule“ (Vermieter: Förderverein).
Einkehren können Touristen auch in den beiden Gaststätten des Ortes.